# Гуммельталь
Гуммельталь (нім. Hummeltal) — громада в Німеччині, розташована в землі Баварія. Підпорядковується адміністративному округу Верхня Франконія. Входить до складу району Байройт. Складова частина об'єднання громад Містельбах.
Площа — 18,40 км2. Населення становить 2337 ос. (станом на 31 грудня 2020).